# La Torre del Valle
La Torre del Valle es un municipio y localidad de España, situado en la comarca de Benavente y Los Valles, en la provincia de Zamora y la comunidad autónoma de Castilla y León.
El municipio está conformado por las localidades de La Torre del Valle y Paladinos del Valle. Tiene una superficie de 16,59 km², con una población de 176 habitantes y una densidad de población de 10,61 hab/km².

## Geografía
Integrado en la comarca de Benavente y Los Valles, se sitúa a 81 kilómetros de la capital zamorana. Su término municipal está atravesado por la autovía del Noroeste entre el pK 273 y 274. El relieve del territorio es predominantemente llano, enmarcado en el valle del río Órbigo. La altitud del municipio oscila entre los 786 metros y los 730 metros y el pueblo se alza a 738 metros sobre el nivel del mar. 
| Noroeste: Pobladura del Valle | Norte: Pobladura del Valle | Noreste: Pobladura del Valle |
| Oeste: Pobladura del Valle    |                            | Este: Matilla de Arzón       |
| Suroeste: Morales del Rey     | Sur: Villabrázaro          | Sureste: Matilla de Arzón    |

## Hidrografía

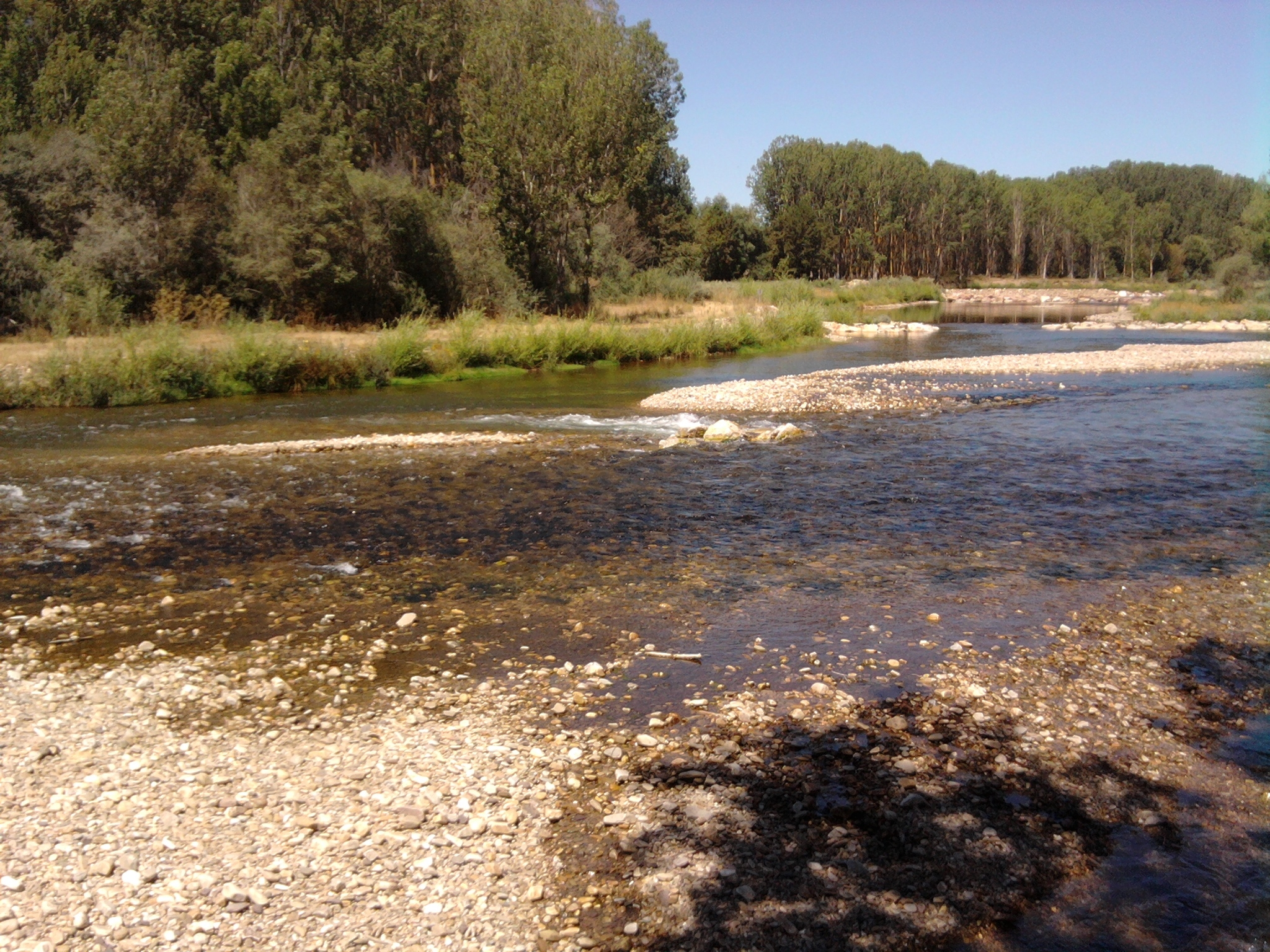
Nacimiento del río Órbigo.

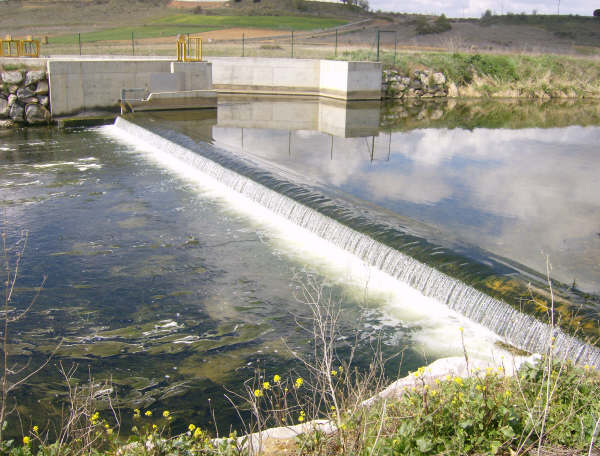
Presa en el arroyo Ahogaborricos en San Román del Valle, Villabrázaro.

- Río Órbigo. Recorre las provincias de León y Zamora, nace de la unión del río Luna, procedente de la sierra de los Grajos y el río Omaña, procedente de los montes de León, en el municipio de Llamas de la Ribera. Discurre de norte a sur por la provincia de León y cede sus aguas al río Esla en Bretocino. Tiene una longitud de 162 km y drena una cuenca de 4995 km².

- Arroyo Ahogaborricos. El arroyo nace en el norte de la provincia de León a partir de dos arroyos, el Grande y el Valcabado, que se unen, no lejos de San Adrián del Valle, y forman el Reguero o Ahogaborricos.

## Historia
Durante la Edad Media La Torre del Valle quedó integrado en el Reino de León, siendo en la Edad Moderna una de las poblaciones que formó parte de la provincia de las Tierras del conde de Benavente, encuadrándose dentro de esta en la Merindad de La Polvorosa y la receptoría de Benavente.
No obstante, al reestructurarse las provincias y crearse las actuales en 1833, La Torre del Valle pasó a formar parte de la provincia de Zamora, dentro de la Región Leonesa, quedando integrado en 1834 en el partido judicial de Benavente.
Finalmente, en torno a 1850, el antiguo municipio de Paladinos del Valle se integró en el de La Torre del Valle.

## Geografía humana

### Demografía
Cuenta con una población de 125 habitantes (INE 2024).
| Gráfica de evolución demográfica de La Torre del Valle entre 1842 y 2021 |
| |
| Población de derecho según los censos de población del INE Población de hecho según los censos de población del INEEntre el censo de 1857 y el anterior, crece el término del municipio porque incorpora a 495089 (Paladinos del Valle) |

| 224                        | 200 | 185 | 185 | 152 |
| (Fuente: [cita requerida]) |     |     |     |     |

## Monumentos y lugares de interés
Cuenta con uno de los mejores ejemplos representativos de concentración de bodegas en las proximidades de su iglesia parroquial.

## Cultura

### Fiestas
La Torre del Valle celebra la festividad de Santa Cruz, el 3 de mayo, y el Santo Cristo de la Vera Cruz, el 14 de septiembre.